# 艾迪生縣
艾迪生县（英語：Addison County）是位于美国佛蒙特州的县。根据2020年人口普查结果显示，该县人口为37,363人。该县的县治位于米德尔堡。